# Saint-Junien-la-Bregère
Saint-Junien-la-Bregère is een gemeente in het Franse departement Creuse (regio Nouvelle-Aquitaine) en telt 160 inwoners (1999). De plaats maakt deel uit van het arrondissement Aubusson.

## Geografie
De oppervlakte van Saint-Junien-la-Bregère bedraagt 24,1 km², de bevolkingsdichtheid is 6,6 inwoners per km².

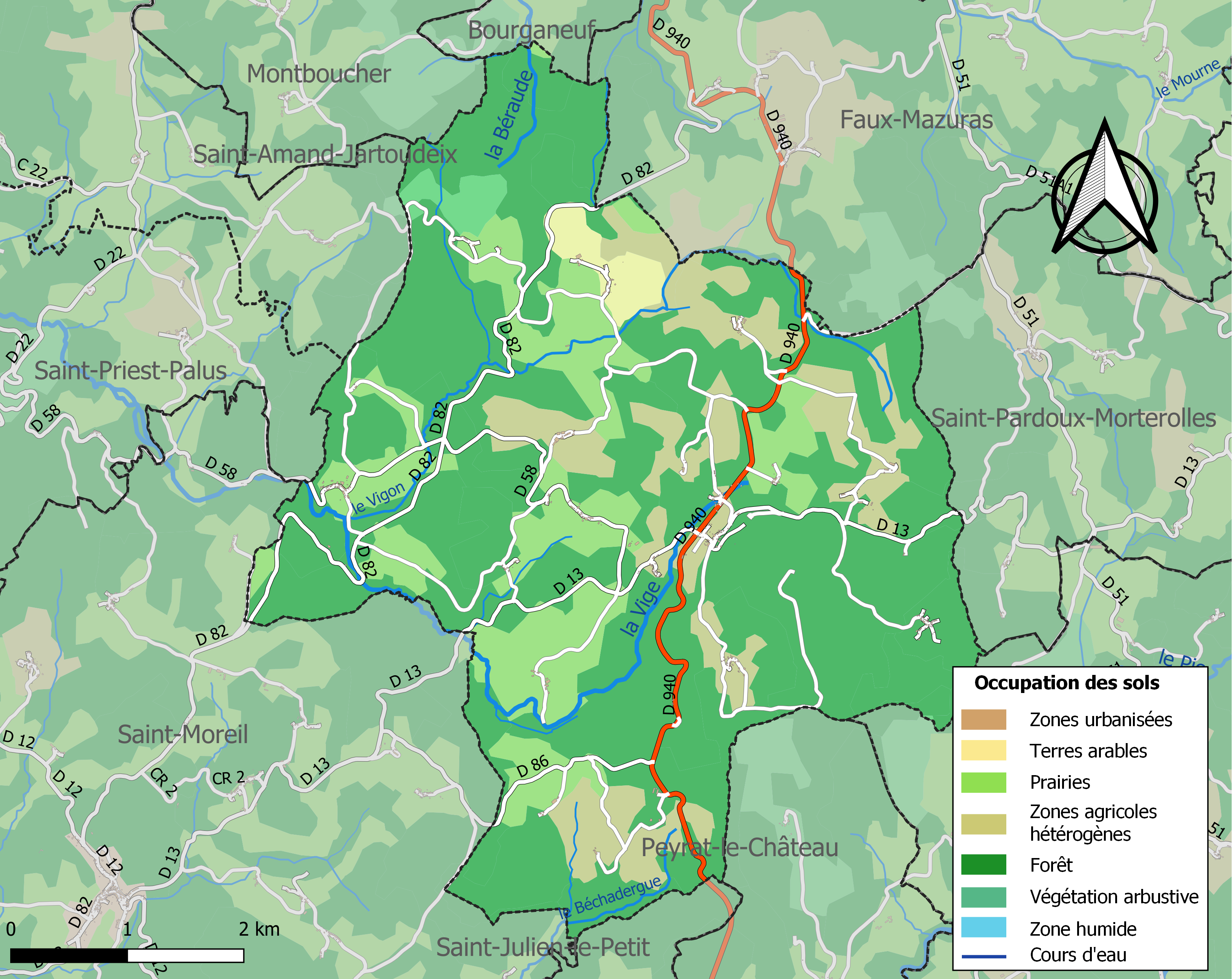
Kaart van de gemeente met de belangrijkste infrastructuur, bodemgebruik en omliggende gemeenten

## Demografie
Onderstaande figuur toont het verloop van het inwonertal (bron: INSEE-tellingen).